# Rudolf Ludwig Decker
Pour les articles homonymes, voir Decker.

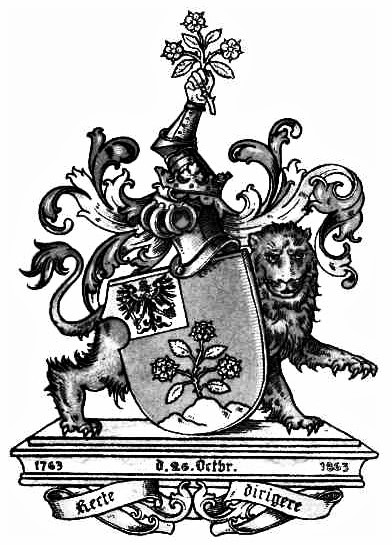
Armoiries de Rudolf Ludwig von Decker

Rudolf Ludwig Decker (né le 8 janvier 1804 à Berlin et mort le 12 janvier 1877 dans la même ville) est un imprimeur et éditeur prussien

## Biographie
Il était l'un des deux fils de Georg Jacob Decker le Jeune (de) et donc petit-fils du fondateur de la  Geheimen Hofbuchdruckerei de la famille royale prussienne, Georg Jacob Decker (de) l'Ancien. Son frère est Karl Gustav Decker (1801-1829).
Après le lycée berlinois du monastère franciscain, il rejoint la fonderie typographique de son père en 1818. Il fait ensuite un apprentissage de typographe à partir de 1821 puis effectue quelques années de voyages en Saxe, en Hesse, en Suisse, en France, en Angleterre et dans les états italiens. En 1827, il retourna à Berlin et, avec son frère Karl Gustav, succède à son père, décédé en 1819. Depuis la mort du père, l'entreprise est d'abord gérée comme un consortium jusqu'à ce que les fils aient atteint la majorité. Depuis la mort de son frère en 1829, Rudolf Ludwig Decker est, depuis le 27 mai 1860, le seul propriétaire de l'entreprise qui porte désormais le nom de Königliche Geheime Oberhofbuchdruckerei (R.v. Decker) société commerciale.
Sous son égide, outre les commandes d'impression de l'État (par exemple l'Allgemeine Preußische Zeitung, le Königlich Preußische Staats-Anzeiger, le code pénal de la Confédération de l'Allemagne du Nord), le Topographisch-statistischen Handbuch des Preußischen Staats, la Preußischen Terminkalender et une spécialisation en littérature étatique et jurisprudentielle, des éditions de livres à la typographie artistique sont produites. L'une des plus importantes de ces productions est l'édition de luxe de 1840 du volume Zwanzig alte Lieder von den Nibelungen édité par Karl Lachmann, une édition en 30 volumes des œuvres de Frédéric le Grand (Œuvres de Frédéric le Grand) réalisée entre 1846 et 1857 et tirée à 200 exemplaires, une magnifique édition du Nouveau Testament de Martin Luther de 1545, réalisée à l'occasion de l'Exposition universelle de Londres de 1851 et tirée à seulement 80 exemplaires, la publication des œuvres de Friedrich von Bodenstedt et l'édition de l'œuvre de Dante par Karl Witte (Divine Comédie) en 1862, tirée à seulement deux exemplaires. Decker fait également partie des principaux éditeurs des œuvres de Theodor Fontane. Il publie également plusieurs publications de l'Association d'histoire de Berlin (de) (par exemple la Berlinische Chronik), et la littérature militaire. En outre, Decker a imprimé le journal Berliner Fremden- und Werbeblatt avec un tirage de 40 000 exemplaires, et prend des participations dans plusieurs maisons d'édition de journaux.
En 1832, Rudolf Ludwig Decker épouse une chanteuse vedette de l'Opéra de la Cour de Berlin, Pauline von Schätzel (de) de la famille noble von Schätzel (de). Le couple compte entre autres Giacomo Meyerbeer parmi leur cercle de connaissances.
En 1863, à l'occasion du centenaire de l'entreprise, Rudolf Ludwig Decker se voit décerner un titre de noblesse héréditaire. Decker est membre de la Société sans loi de Berlin.

## Suites
Après sa mort, son fils Georg von Decker (1845-1894) hérite de l'imprimerie. Celui-ci la vend à l'Empire allemand. À l'initiative du maître général des postes de l'époque, Heinrich von Stephan, l'Imprimerie du Reich (de) est née le 1er avril 1879 de la fusion de l'imprimerie avec l'imprimerie d'État royale prussienne (de), fondée en 1852, et qui deviendra après la Seconde Guerre mondiale l'Imprimerie fédérale actuelle.
La branche édition (R. v. Deckers Verlag), dont Rudolf Ludwig Decker est le propriétaire de 1828 à 1877, est vendue à un privé. Les archives de la maison d'édition sont détruites pendant la Seconde Guerre mondiale. Aujourd'hui, la maison d'édition R. v. Decker est une marque déposée du groupe d'édition Hüthig Jehle Rehm (de) dans le groupe de médias Süddeutscher Verlag (de).